# Bernd Kämpf
Bernd Kämpf (* 1949 in Neuwied) ist ein deutscher Kirchenmusiker, Sänger und Cembalist.
Kämpf studierte katholischen Kirchenmusik an der Hochschule für Musik und Tanz Köln (A-Examen). In den Fächern Gesang, Orgel und Cembalo legte er zusätzlich die künstlerische Reifeprüfung ab. Als Kantor wirkte er zunächst an der Heilig-Kreuz-Kirche in Neuwied. 1975 wurde er Regionalkantor in Neuwied. Inzwischen ist er als Regionalkantor im Gebiet Rhein-Mosel-Ahr tätig. Als Sänger konzertierte er in Deutschland und auch im Ausland. 1982 gründete er den Kammerchor Neuwied. Kämpf ist mit der Kirchenmusikerin Sabine Paganetti verheiratet. Zu seinen Schülern zählt u. a. Franz-Josef Selig. Gute Zusammenarbeit pflegt er mit seinem Neuwieder Kollegen Kirchenmusikdirektor Thomas Schmidt.
1999 wurde er mit dem Kulturpreis der Stadt Neuwied ausgezeichnet.

## Diskografie
- Maurice Duruflé: Requiem for Solo Choir. Neuwieder Kammerchor. Motet, Otto G. Preiser & Co
- Johannes Brahms: Ein deutsches Requiem. (Bernd Kämpf: Klavier). CD 1994 Cantabile
- Felix Draeseke: Christus. (Bernd Kämpf: Bass).  CD 1994, Helikon Musikverlag.
- Konzert im Kaisersaal zu Ottobeuren. Bayerisches Staatsorchester. (Bernd Kämpf Cembalo). LP 1997 Fono.